# Gouverneurswahlen in den Vereinigten Staaten 2014

Endergebnis der US-Gouverneurswahlen 2014:
Zugewinn der Demokraten
Demokrat bestätigt
Zugewinn der Republikaner
Republikaner bestätigt
Zugewinn eines Unabhängigen
keine Gouverneurswahl im Jahr 2014

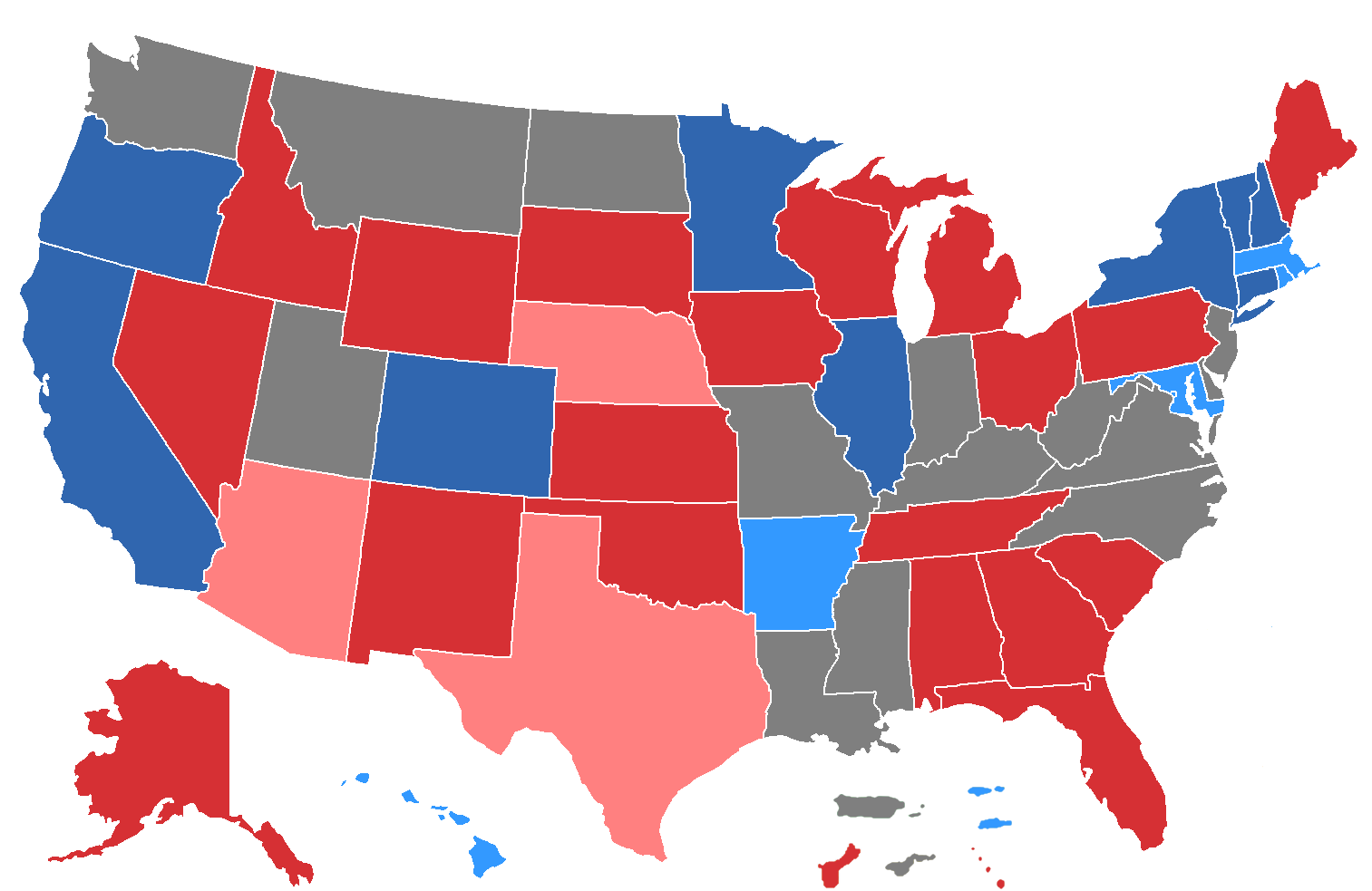
Karte der Bundesstaaten und Territorien im Vorfeld der Wahl:

Die Gouverneurswahlen in den Vereinigten Staaten fanden am 4. November 2014 in 36 der 50 Bundesstaaten statt. Gewählt wurden die jeweiligen Gouverneure, die als höchste Amtsträger die Regierungsgeschäfte in ihrem jeweiligen Staat leiten. Mit Ausnahme von New Hampshire und Vermont (2 Jahre) wurden alle Gouverneure für eine vierjährige Amtsperiode gewählt. Zur gleichen Zeit wurden im ganzen Land Kongresswahlen (Midterm-elections), Wahlen zu Parlamenten der Bundesstaaten, Volksabstimmungen und einige Kommunalwahlen abgehalten.
In den Bundesstaaten wo Gouverneur und Vizegouverneur nicht gemeinsam auf einem ticket gewählt werden, fanden parallel auch Wahlen für dieses Amt statt sowie Wahlen für andere Exekutivämter statt (sofern diese Ämter nicht durch den Gouverneur selbst besetzt werden).
Neben Gouverneurswahlen in den 36 Staaten gab es auch drei Gouverneurswahlen in den amerikanischen Außengebieten Guam, den Nördlichen Marianen und den Amerikanischen Jungferninseln.

## Kandidatennominierungen
Die parteiinternen Vorwahlen zur Bestimmung der jeweiligen Kandidaten fanden je nach Bundesstaat zwischen März und September 2014 nach unterschiedlichen Verfahren statt. Die verschiedenen Daten und Wahlmodule sind mit den verschiedenen Wahlrechten der Staaten zu begründen. Jeder Bundesstaat hat sein eigenes Wahlrecht, wobei aber nicht alle Staaten tatsächlich verschiedene Rechtslagen haben. Bei der Hauptwahl am 4. November 2014 hat mit Ausnahme Georgias (Stichwahl am 2. Dezember, wenn bei der Hauptwahl kein Kandidat mehr als 50 % der Stimmen erreicht hat) der Kandidat mit den meisten Stimmen die Wahl für sich entschieden. In nahezu allen Staaten beginnt die neue Amtszeit im Januar 2015 und endet entsprechend im Januar 2019. Im November 2018 finden folglich in diesen Staaten die nächsten Wahlen statt.
Obwohl auch kleinere Parteien, wie die Libertarian Party, in manchen Staaten Kandidaten ins Rennen schicken und es parteilose Bewerber gibt, wurden erwartungsgemäß nur den Kandidaten der beiden großen Parteien, den Demokraten und Republikanern, gewählt. Zuvor stellten auch nur diese beiden Parteien Gouverneure. Einzige Ausnahme stellt der Staat Alaska dar, wo mit Bill Walker ein Parteiloser zum Gouverneur gewählt wurde, nachdem der Demokrat Byron Mallott seine Bewerbung zugunsten des Ex-Republikaners zurückzog und nun als dessen Vizegouverneur amtiert. Eine weitere Ausnahme bilden die Amerikanischen Jungferninseln und die Staaten, in denen ein unabhängiger Kandidat gewählt wurde, nachdem die Demokraten auf einen eigenen Bewerber verzichtet hatten.
Anders als es im Kongress erwartet wurde, sahen politische Beobachter im Vorfeld der Gouverneurswahlen die Demokraten eher im Vorteil. So stellten Politikwissenschaftler und Journalisten in den US-Medien fest, dass laut Umfragen im Jahr 2014 vergleichsweise viele Amtsinhaber beider Parteien, besonders zahlreich allerdings bei den Republikanern, von der Abwahl bedroht seien. In diesem Zusammenhang wurden vor allem die republikanischen Gouverneure Tom Corbett (Pennsylvania), Sam Brownback (Kansas), Nathan Deal (Georgia), Paul LePage (Maine), Sean Parnell (Alaska), Rick Scott (Florida) und Scott Walker (Wisconsin) genannt. Bei den Demokraten sahen politische Analytiker hingegen nur bei Pat Quinn (Illinois), Dan Malloy (Connecticut) und John Hickenlooper (Colorado) ein ernsthaftes Risiko, die Wiederwahl zu verlieren. Am Wahltag stellte sich allerdings heraus, dass auf republikanischer Seite nur die Amtsinhaber Tom Corbett aus Pennsylvania und Sean Parnell aus Alaska ihre Wiederwahl verpassten. Bei den Demokraten unterlag nur Pat Quinn, der Gouverneur von Illinois, seinem Herausforderer Bruce Rauner. Da es sich in Alaska um einen parteilosen Bewerber handelt, konnten die Demokraten nur mit dem Wahlsieg von Tom Wolf in Pennsylvania einen Bundesstaat hinzugewinnen. Neben ihrem Erfolg in Illinois über den Amtsinhaber konnten die Republikaner darüber hinaus die Bundesstaaten Arkansas, Maryland und Massachusetts hinzugewinnen, wo der amtierende Gouverneur der Demokraten entweder gesetzlich von einer weiteren Kandidatur ausgeschlossen war oder nicht erneut antrat.

## Gewinner nach Bundesstaat

### Alabama

Gewinner in Alabama nach Countys

In Alabama kandidierte der amtierende republikanische Gouverneur Robert Bentley für eine zweite Amtszeit. Bei den Demokraten hat sich in Vorwahlen im Juni der ehemalige Kongressabgeordnete Parker Griffith, der zwischenzeitlich zu den Republikanern gewechselt war, gegen den Geschäftsmann Kevin Bass durchgesetzt. Amtsinhaber Bentley galt als Favorit und konnte sich mit 63,6 % klar durchsetzen.
| Partei | Partei              | Kandidat                        | Stimmen   | Prozent  |
| ------ | ------------------- | ------------------------------- | --------- | -------- |
|        | Republikaner        | Robert J. Bentley (Amtsinhaber) | 750.231   | 63,56 %  |
|        | Demokraten          | Parker Griffith                 | 427.787   | 36,24 %  |
|        | Write-in-Kandidaten | Write-in-Kandidaten             | 2.395     | 0,20 %   |
| Gesamt | Gesamt              | Gesamt                          | 1.180.413 | 100,00 % |

### Alaska

Gewinner in Alaska nach Countys

Gouverneur Sean Parnell, der im Juli 2009 zum Regierungschef von Alaska aufrückte und als Kandidat der Republikaner 2010 im Amt bestätigt wurde, trat zur Wiederwahl an. Die demokratischen Vorwahlen am 19. August 2014 konnte Byron Mallott für sich entscheiden. Allerdings erklärte Mallott am 1. September 2014 seinen Rücktritt von der Kandidatur der Demokraten und seine Unterstützung für die Kandidatur des Unabhängigen Bill Walker. In diesem unabhängigen „Unity-Ticket“ war Mallot nun Kandidat für das Amt des Vizegouverneurs. Die Wahl galt als offen. Parnell verlor am Ende seine Wiederwahl knapp.
| Partei | Partei              | Kandidat                   | Stimmen | Prozent  |
| ------ | ------------------- | -------------------------- | ------- | -------- |
|        | Unabhängiger        | Bill Walker                | 134.658 | 48,10 %  |
|        | Republikaner        | Sean Parnell (Amtsinhaber) | 128.435 | 45,88 %  |
|        | Libertarian Party   | Carolyn Clift              | 8.985   | 3,21 %   |
|        | Constitution Party  | J. R. Myers                | 6.987   | 0,32 %   |
|        | Write-in-Kandidaten | Write-in-Kandidaten        | 893     | 0,20 %   |
| Gesamt | Gesamt              | Gesamt                     | 279.958 | 100,00 % |

### Arizona

Gewinner in Arizona nach Countys

Die amtierende, den Republikanern angehörenden, Gouverneurin Jan Brewer des Bundesstaates Arizona war verfassungsrechtlich von einer weiteren Bewerbung ausgeschlossen. Bei den Vorwahlen am 26. August 2014 wurde entschieden, wer um ihre Nachfolge kandidierte. Bei den Republikanern konnte sich State Treasurer Doug Ducey durchsetzen, die Demokraten nominierten den Unternehmer und Bürgerrechtsaktivisten Fred DuVal. Ducey führte zwar die Mehrzahl der Umfragen an, doch auch DuVal wurden ebenfalls Chancen auf einen Wahlsieg eingeräumt. Ducey siegte am Ende überraschend klar mit 53,4 % der Stimmen.
| Partei | Partei              | Kandidat            | Stimmen   | Prozent  |
| ------ | ------------------- | ------------------- | --------- | -------- |
|        | Republikaner        | Doug Ducey          | 805.062   | 53,44 %  |
|        | Demokraten          | Fred DuVal          | 626.921   | 41,62 %  |
|        | Libertarian Party   | Barry Hess          | 57.337    | 3,81 %   |
|        | Americans Elect     | John Lewis Mealer   | 15.432    | 1,02 %   |
|        | Write-in-Kandidaten | Write-in-Kandidaten | 1.664     | 0,11 %   |
| Gesamt | Gesamt              | Gesamt              | 1.506.416 | 100,00 % |

### Arkansas

Gewinner in Arkansas nach Countys

Mike Beebe, Gouverneur von Arkansas seit 2007, war von einer neuerlichen Kandidatur ausgeschlossen. Um die Nachfolge des Demokraten bemühten sich der frühere Kongressabgeordnete Mike Ross von den Demokraten und für die Republikaner Asa Hutchinson, der ebenfalls dem US-Repräsentantenhaus angehörte und bereits 2006 Kandidat seiner Partei für das Gouverneursamt in Arkansas war. Die Vorwahlen wurden am 20. April 2014 abgehalten. Hutchinson gewann die Wahl mit 55,4 % der Stimmen klar.
| Partei | Partei            | Kandidat       | Stimmen | Prozent  |
| ------ | ----------------- | -------------- | ------- | -------- |
|        | Republikaner      | Asa Hutchinson | 470.429 | 55,44 %  |
|        | Demokraten        | Mike Ross      | 352.115 | 41,49 %  |
|        | Libertarian Party | Frank Gilbert  | 16.319  | 1,92 %   |
|        | Green Party       | Josh Drake     | 9.729   | 1,15 %   |
| Gesamt | Gesamt            | Gesamt         | 848.592 | 100,00 % |

### Colorado

Gewinner in Colorado nach Countys

Gouverneur John Hickenlooper, Mitglied der Demokraten, kandidierte für eine zweite Amtszeit in Colorado. Bei den parteiinternen Vorwahlen am 24. Juni 2014 setzte er sich ohne Gegenkandidaten problemlos durch. Der ehemalige Kongressabgeordnete Bob Beauprez konnte unter den republikanischen Kandidaten knapp die meisten Stimmen erzielen. Beauprez setzte sich knapp gegen den früheren Kongressabgeordneten Tom Tancredo und den Secretary of State von Colorado, Scott Gessler, durch. Er war bereits 2006 Kandidat seiner Partei für das Gouverneursamt in Colorado. Der Wahlausgang wurde als weitgehend offen angesehen. Hickenlooper wurde mit 49,3 % der Stimmen wiedergewählt.
| Partei | Partei              | Kandidat                        | Stimmen   | Prozent  |
| ------ | ------------------- | ------------------------------- | --------- | -------- |
|        | Demokraten          | John Hickenlooper (Amtsinhaber) | 1.006.433 | 49,30 %  |
|        | Republikaner        | Bob Beauprez                    | 938.195   | 45,95 %  |
|        | Libertarian Party   | Matthew Hess                    | 39.590    | 1,94 %   |
|        | Green Party         | Harry Hempy                     | 27.391    | 1,34 %   |
|        | Unabhängiger        | Mike Dunafon                    | 24.042    | 1,18 %   |
|        | Unabhängiger        | Paul Fiorino                    | 5.923     | 0,29 %   |
|        | Write-in-Kandidaten | Write-in-Kandidaten             | 31        | 0,00 %   |
| Gesamt | Gesamt              | Gesamt                          | 2.041.605 | 100,00 % |

### Connecticut

Gewinner in Connecticut nach Countys

In Connecticut kam es zu einer Neuauflage der Wahl von 2010. Der amtierende Gouverneur der Demokraten, Dan Malloy, traf bei seiner Kandidatur für eine zweite Amtszeit erneut auf den früheren US-Botschafter in Irland Thomas C. Foley. Bei der Vorwahl am 12. August 2014 setzte sich Foley erneut bei den Republikanern durch. Malloy sicherte am Wahltag mit 50,7 % der Stimmen seine Wiederwahl.
| Partei | Partei              | Kandidat                    | Stimmen   | Prozent  |
| ------ | ------------------- | --------------------------- | --------- | -------- |
|        | Demokraten          | Dannel Malloy (Amtsinhaber) | 554.314   | 50,73 %  |
|        | Republikaner        | Thomas C. Foley             | 526.295   | 48,16 %  |
|        | Unabhängiger        | Joe Visconti                | 11.456    | 1,05 %   |
|        | Write-in-Kandidaten | Write-in-Kandidaten         | 708       | 0,06 %   |
| Gesamt | Gesamt              | Gesamt                      | 1.092.773 | 100,00 % |

### Florida

Gewinner in Florida nach Countys

Am 26. August 2014 fanden die parteiinternen Vorwahlen in Florida statt. Bei den Republikanern siegte erwartungsgemäß der amtierende Gouverneur Rick Scott. Es gab keine nennenswerte Opposition gegen ihn. Aus den Vorwahlen der Demokraten ging Charlie Crist siegreich hervor. Er schlug die ehemalige Staatssenatorin Nan Rich mit fast 75 Prozent der Stimmen. Crist war bereits von 2007 bis 2011 Gouverneur Floridas, verzichtete 2010 aber auf eine Wiederwahl, da er (vergeblich) für den US-Senat kandidierte. Während seiner ersten Amtsperiode gehörte er noch den Republikanern an, trat aber 2010 aus Protest gegen die Tea-Party-Bewegung aus. Seit 2012 war er Mitglied der Demokraten. Erwartet wurde ein Kopf-an-Kopf-Rennen zwischen Scott und Crist. Der Amtsinhaber siegte am Ende mit 48,1 % gegen 47,1 %.
| Partei | Partei              | Kandidat                 | Stimmen   | Prozent  |
| ------ | ------------------- | ------------------------ | --------- | -------- |
|        | Republikaner        | Rick Scott (Amtsinhaber) | 2.865.343 | 48,14 %  |
|        | Demokraten          | Charlie Crist            | 2.801.198 | 47,07 %  |
|        | Libertarian Party   | Adrian Wyllie            | 223.356   | 3,75 %   |
|        | Unabhängiger        | Glenn Burkett            | 41.341    | 0,70 %   |
|        | Unabhängiger        | Farid Khavari            | 20.186    | 0,34 %   |
|        | Write-in-Kandidaten | Write-in-Kandidaten      | 137       | 0,00 %   |
| Gesamt | Gesamt              | Gesamt                   | 5.951.571 | 100,00 % |

### Georgia

Gewinner in Georgia nach Countys

Der Republikaner Nathan Deal, seit 2011 Gouverneur von Georgia, kandidierte für eine zweite Amtszeit. Er wurde durch den demokratischen Staatssenator Jason Carter herausgefordert, der sich bei den Vorwahlen am 20. Mai 2014 durchsetzte. Jason Carter ist der Enkel des ehemaligen US-Präsidenten Jimmy Carter, der selbst von 1971 bis 1975 Gouverneur dieses Bundesstaates war. Das Rennen wurde als offen angesehen, da beide Bewerber in den Umfragen etwa gleichauflagen. Am Wahltag setzte sich Deal jedoch überraschend klar mit 52,7 % der Stimmen durch. Nur 44,9 % sprachen sich für Carter aus.
| Partei | Partei              | Kandidat                  | Stimmen   | Prozent  |
| ------ | ------------------- | ------------------------- | --------- | -------- |
|        | Republikaner        | Nathan Deal (Amtsinhaber) | 1.345.237 | 52,74 %  |
|        | Demokraten          | Jason Carter              | 1.144.794 | 44,88 %  |
|        | Libertarian Party   | Andrew Hunt               | 60.185    | 2,36 %   |
|        | Write-in-Kandidaten | Write-in-Kandidaten       | 432       | 0,02 %   |
| Gesamt | Gesamt              | Gesamt                    | 2.550.648 | 100,00 % |

### Hawaii

Gewinner in Hawaii nach Countys

Am 20. Juli fanden parteiinterne Vorwahlen in Hawaii statt. Der demokratische Amtsinhaber Neil Abercrombie verlor in einer klaren Entscheidung diese Wahlen und stand daher nicht für eine zweite Amtszeit zur Wahl. Durchsetzen konnte sich der Staatssenator David Ige mit 67 % der Stimmen. Für die Republikaner kandidierte der frühere Vizegouverneur James Aiona, der schon 2010 von seiner Partei nominiert wurde. Obwohl Hawaii als mehrheitlich den Demokraten zugeneigt gilt, führte Aiona die Umfragen zeitweise knapp an. Dies lag im Wesentlichen an der parteilosen Kandidatur der Ex-Bürgermeisters von Honolulu Mufi Hannemann. Ige siegte mit 49,5 %, während Aiona 37,1 % der Stimmen erhielt. Hanneman vereinte 11,7 % auf sich.
| Partei | Partei            | Kandidat       | Stimmen | Prozent  |
| ------ | ----------------- | -------------- | ------- | -------- |
|        | Demokraten        | David Ige      | 181.106 | 49,45 %  |
|        | Republikaner      | Duke Aiona     | 135.775 | 37,08 %  |
|        | Unabhängiger      | Mufi Hannemann | 42.934  | 11,72 %  |
|        | Libertarian Party | Jeff Davis     | 6.395   | 1,75 %   |
| Gesamt | Gesamt            | Gesamt         | 366.210 | 100,00 % |

### Idaho

Gewinner in Idaho nach Countys

Da in Idaho keine Amtszeitbeschränkung bestand, konnte Gouverneur Butch Otter für eine dritte Wahlperiode antreten. Der Geschäftsmann A. J. Balukoff kandidierte für die oppositionellen Demokraten. Die Vorwahlen fanden am 20. Mai 2014 statt. Wie erwartet wurde Otter im Amt bestätigt, nachdem 53,5 % der Wähler für ihn stimmten.
| Partei | Partei              | Kandidat                  | Stimmen | Prozent  |
| ------ | ------------------- | ------------------------- | ------- | -------- |
|        | Republikaner        | Butch Otter (Amtsinhaber) | 235.405 | 53,52 %  |
|        | Demokraten          | A. J. Balukoff            | 169.556 | 38,55 %  |
|        | Libertarian Party   | John Bujak                | 17.884  | 4,07 %   |
|        | Unabhängiger        | Jill Humble               | 8.801   | 2,00 %   |
|        | Constitution Party  | Steven Pankey             | 5.219   | 1,19 %   |
|        | Unabhängiger        | Pro-Life                  | 2.870   | 0,65 %   |
|        | Write-in-Kandidaten | Write-in-Kandidaten       | 95      | 0,02 %   |
| Gesamt | Gesamt              | Gesamt                    | 439.830 | 100,00 % |

### Illinois

Gewinner in Illinois nach Countys

In Illinois kandidierte Gouverneur Pat Quinn für eine weitere Amtszeit. Nach der Amtsenthebung seines Vorgängers Rod Blagojevich im Januar 2009 rückte er zum Gouverneur auf. Im November 2010 gelang ihm mit knapper Mehrheit die Bestätigung im Amt. Während Quinn die Vorwahlen der Demokraten am 18. März ohne Probleme für sich entschied, setzte sich bei den Republikanern der Geschäftsmann Bruce Rauner knapp durch. Illinois gilt als mehrheitlich den Demokraten zugeneigter Staat. Dennoch wurde das Rennen als offen gesehen. Der Trend in den Umfragen, der noch im Frühjahr und Sommer einen klaren Vorteil für Rauner sahen, kehrte sich im Herbst jedoch zunehmend zu Gunsten von Amtsinhaber Quinn um. Trotzdem siegte Rauner am Ende mit 50,3 % der Stimmen, während sich 46,4 % für Quinn aussprachen.
| Partei | Partei              | Kandidat                | Stimmen   | Prozent  |
| ------ | ------------------- | ----------------------- | --------- | -------- |
|        | Republikaner        | Bruce Rauner            | 1.823.627 | 50,27 %  |
|        | Demokraten          | Pat Quinn (Amtsinhaber) | 1.681.343 | 46,35 %  |
|        | Libertarian Party   | Chad Grimm              | 121.534   | 3,35 %   |
|        | Write-in-Kandidaten | Write-in-Kandidaten     | 1.186     | 0,03 %   |
| Gesamt | Gesamt              | Gesamt                  | 3.627.690 | 100,00 % |

### Iowa

Gewinner in Iowa nach Countys

Gouverneur Terry Branstad wurde am 3. Juni 2014 erneut von den Republikanern in Iowa nominiert, während für die Demokraten der Staatssenator Jack Hatch antrat. Branstad war bereits von 1983 bis 1999 Gouverneur von Iowa. Er galt von Beginn an als Favorit und siegte auch mit rund 59 % der Stimmen klar.
| Partei | Partei              | Kandidat                     | Stimmen   | Prozent  |
| ------ | ------------------- | ---------------------------- | --------- | -------- |
|        | Republikaner        | Terry Branstad (Amtsinhaber) | 666.032   | 58,99 %  |
|        | Demokraten          | Jack Hatch                   | 420.787   | 37,27 %  |
|        | Libertarian Party   | Lee Hieb                     | 20.321    | 1,80 %   |
|        | Unabhängiger        | Jim Hennager                 | 10.582    | 0,94 %   |
|        | Unabhängiger        | Jonathan Narcisse            | 10.240    | 0,91 %   |
|        | Write-in-Kandidaten | Write-in-Kandidaten          | 1.095     | 0,09 %   |
| Gesamt | Gesamt              | Gesamt                       | 1.129.057 | 100,00 % |

### Kalifornien

Gewinner in Kalifornien nach Countys

Kalifornien hielt am 3. Juni 2014 erstmals Vorwahlen nach dem Nonpartisan-Open-Blanket System ab. Hierbei standen alle Bewerber zur Wahl, wobei in der Hauptwahl am 4. November automatisch die beiden Kandidaten, unabhängig von Parteizugehörigkeit, mit den meisten Stimmen der Vorwahl gegeneinander antreten. Erwartungsgemäß setzte sich in den Vorwahlen der demokratische Amtsinhaber Jerry Brown klar durch, zweiter wurde überraschend der Republikaner Neel Kashkari vor dem der Tea-Party-Bewegung nahestehenden Staatsabgeordneten Tim Donnelly. Gouverneur Brown gewann die Wahl deutlich mit knapp 60 % der Stimmen.
| Partei | Partei       | Kandidat                  | Stimmen   | Prozent  |
| ------ | ------------ | ------------------------- | --------- | -------- |
|        | Demokraten   | Jerry Brown (Amtsinhaber) | 4.388.368 | 59,97 %  |
|        | Republikaner | Neel Kashkari             | 2.929.213 | 40,03 %  |
| Gesamt | Gesamt       | Gesamt                    | 7.317.581 | 100,00 % |

### Kansas

Gewinner in Kansas nach Countys

Sam Brownback, Gouverneur von Kansas und seit 2011 Mitglied der Republikaner, kandidierte für eine zweite Amtszeit. Der Fraktionsvorsitzende der Demokraten im Repräsentantenhaus von Kansas, Paul Davis, wurde von seiner Partei als Gegenkandidat nominiert. Vorwahlen fanden am 5. August 2014 statt. Das Rennen wurde als offen angesehen, obwohl Kansas meist mehrheitlich zu den Republikanern tendiert. Am Ende setzte sich Brownback mit 49,8 % der Stimmen durch. Davis vereinte 46,1 % auf sich.
| Partei | Partei            | Kandidat                    | Stimmen | Prozent  |
| ------ | ----------------- | --------------------------- | ------- | -------- |
|        | Republikaner      | Sam Brownback (Amtsinhaber) | 433.196 | 49,82 %  |
|        | Demokraten        | Paul Davis                  | 401.100 | 46,13 %  |
|        | Libertarian Party | Keen Umbehr                 | 35.206  | 4,05 %   |
| Gesamt | Gesamt            | Gesamt                      | 869.502 | 100,00 % |

### Maine

Gewinner in Maine nach Countys

Der republikanische Amtsinhaber Paul LePage trat für eine zweite Amtszeit in Maine an. Er konnte sich bei den Vorwahlen am 10. Juni 2014 ohne Opposition durchsetzen. Für die Demokraten kandidierte der Kongressabgeordnete Mike Michaud. Der Wahlausgang galt als offen. Schlussendlich gewann LePage mit einem Vorsprung von rund 5 %. Er konnte 48,2 % der Stimmen auf sich vereinen, während Michaud 43,4 % erhielt.
| Partei | Partei              | Kandidat                  | Stimmen | Prozent  |
| ------ | ------------------- | ------------------------- | ------- | -------- |
|        | Republikaner        | Paul LePage (Amtsinhaber) | 294.519 | 48,19 %  |
|        | Demokraten          | Mike Michaud              | 265114  | 43,37 %  |
|        | Unabhängiger        | Eliot Cutler              | 51.515  | 8,43 %   |
|        | Write-in-Kandidaten | Write-in-Kandidaten       | 79      | 0,01 %   |
| Gesamt | Gesamt              | Gesamt                    | 611.227 | 100,00 % |

### Maryland

Gewinner in Maryland nach Countys

In Maryland kandidierte auf Seiten der Demokraten Vizegouverneur Anthony G. Brown, während bei den Republikanern Lawrence J. Hogan nominiert wurde. Der amtierende, den Demokraten angehörende, Gouverneur Martin O’Malley durfte nach zwei Amtszeiten nicht erneut kandidieren. Überraschenderweise setzte sich Hogan mit 51 % der Stimmen durch.
| Partei | Partei              | Kandidat            | Stimmen   | Prozent  |
| ------ | ------------------- | ------------------- | --------- | -------- |
|        | Republikaner        | Larry Hogan         | 884.400   | 51,03 %  |
|        | Demokraten          | Anthony Brown       | 818.890   | 47,25 %  |
|        | Libertarian Party   | Shawn Quinn         | 25.382    | 1,46 %   |
|        | Write-in-Kandidaten | Write-in-Kandidaten | 4.505     | 0,26 %   |
| Gesamt | Gesamt              | Gesamt              | 1.733.177 | 100,00 % |

### Massachusetts

Gewinner in Massachusetts nach Countys

Der Staat Massachusetts hielt am 9. September seine parteiinternen Vorwahlen ab. Obwohl die Staatsverfassung keine Beschränkung der Amtszeiten für seinen Regierungschef vorsah, hatte der demokratische Gouverneur Deval Patrick angekündigt, nicht für eine dritte Wahlperiode kandidieren zu wollen. Die Demokraten stellten Attorney General Martha Coakley als Kandidatin auf, während die Republikaner ihren Kandidaten von 2010 Charlie Baker erneut nominierten. Am Ende gewann Baker mit 48,4 % zu 46,5 % für Coakley.
| Partei | Partei                   | Kandidat            | Stimmen   | Prozent  |
| ------ | ------------------------ | ------------------- | --------- | -------- |
|        | Republikaner             | Charlie Baker       | 1.044.573 | 48,39 %  |
|        | Demokraten               | Martha Coakley      | 1.004.408 | 46,54 %  |
|        | United Independent Party | Evan Falchuk        | 71.814    | 3,33 %   |
|        | Unabhängiger             | Scott Lively        | 19.378    | 0,90 %   |
|        | Unabhängiger             | Jeff McCormick      | 16.295    | 0,75 %   |
|        | Write-in-Kandidaten      | Write-in-Kandidaten | 1.858     | 0,09 %   |
| Gesamt | Gesamt                   | Gesamt              | 2.158.326 | 100,00 % |

### Michigan

Gewinner in Michigan nach Countys

Der Republikaner und amtierende Gouverneur Rick Snyder bemühte sich um eine zweite Amtszeit in Michigan und konnte die Vorwahlen am 5. August 2014 ohne Probleme gewinnen. Der ehemalige Abgeordnete im US-Repräsentantenhaus, Mark Schauer, wurde von den Demokraten als Gegenkandidat nominiert, verlor aber gegen den Amtsinhaber. Dieser errang 50,9 % der Stimmen und sein Herausforderer 46,9 %.
| Partei | Partei              | Kandidat                  | Stimmen   | Prozent  |
| ------ | ------------------- | ------------------------- | --------- | -------- |
|        | Republikaner        | Rick Snyder (Amtsinhaber) | 1.607.399 | 50,92 %  |
|        | Demokraten          | Mark Schauer              | 1.479.057 | 46,86 %  |
|        | Libertarian Party   | Mary Buzuma               | 35.723    | 1,13 %   |
|        | Constitution Party  | Mark McFarlin             | 19.368    | 0,61 %   |
|        | Green Party         | Paul Homeniuk             | 14.934    | 0,47 %   |
|        | Write-in-Kandidaten | Write-in-Kandidaten       | 50        | 0,00 %   |
| Gesamt | Gesamt              | Gesamt                    | 3.156.531 | 100,00 % |

### Minnesota

Gewinner in Minnesota nach Counties

Der frühere Staatsabgeordnete Jeff Johnson wurde am 12. August 2014 von der Republikanischen Partei als Herausforderer von Mark Dayton nominiert. Unterdessen konnte sich Gouverneur Dayton mühelos als Kandidat der Demokraten durchsetzen. Er ging als Favorit für eine zweite Amtszeit in die Wahl in Minnesota im November. Mit 50,1 gegen 44,5 % siegte Gouverneur Dayton komfortabel.
| Partei | Partei              | Kandidat                  | Stimmen   | Prozent  |
| ------ | ------------------- | ------------------------- | --------- | -------- |
|        | Demokraten          | Mark Dayton (Amtsinhaber) | 989.113   | 50,07 %  |
|        | Republikaner        | Jeff Johnson              | 879.257   | 44,51 %  |
|        | Independence        | Hannah Nicollet           | 56.900    | 2,88     |
|        | Grassroots          | Chris Wright              | 31.259    | 1,58     |
|        | Libertarian Party   | Chris Holbrook            | 18.082    | 0,92 %   |
|        | Write-in-Kandidaten | Write-in-Kandidaten       | 795       | 0,04 %   |
| Gesamt | Gesamt              | Gesamt                    | 1.975.406 | 100,00 % |

### Nebraska

Gewinner in Nebraska nach Countys

Nebraska erlaubte seinem Gouverneur keine dritte Wahlperiode, und daher war der republikanische Amtsinhaber Dave Heineman von einer Wahlteilnahme ausgeschlossen. Um seine Nachfolge bewarben sich der Unternehmer Pete Ricketts (Republikaner) und der Beamte Chuck Hassebrook (Demokraten), die sich jeweils bei den Vorwahlen am 13. Mai 2014 durchsetzten. Ricketts gewann am Ende mit klarem Vorsprung.
| Partei | Partei              | Kandidat            | Stimmen | Prozent  |
| ------ | ------------------- | ------------------- | ------- | -------- |
|        | Republikaner        | Pete Ricketts       | 308.751 | 57,15 %  |
|        | Demokraten          | Chuck Hassebrook    | 211.905 | 39,23 %  |
|        | Libertarian Party   | Mark Elworth        | 19.001  | 3,52 %   |
|        | Write-in-Kandidaten | Write-in-Kandidaten | 545     | 0,10 %   |
| Gesamt | Gesamt              | Gesamt              | 540.202 | 100,00 % |

### Nevada

Gewinner in Nevada nach Countys

Der Gouverneur von Nevada Brian Sandoval trat für eine zweite Amtszeit an. Er gewann die republikanischen Vorwahlen am 10. Juni 2014 mit klarem Vorsprung. Sein Herausforderer war der Demokrat Bob Goodman. Der Amtsinhaber konnte mit einem Stimmenanteil von 70,6 % diese Wahl sehr deutlich für sich entscheiden.
| Partei | Partei                               | Kandidat                     | Stimmen | Prozent  |
| ------ | ------------------------------------ | ---------------------------- | ------- | -------- |
|        | Republikaner                         | Brian Sandoval (Amtsinhaber) | 386.340 | 70,58 %  |
|        | Demokraten                           | Bob Goodman                  | 130.722 | 23,88 %  |
|        |                                      | None of These Candidates     | 15.751  | 2,88 %   |
|        | Independent American Party of Nevada | David Lory VanDerBeek        | 14.536  | 2,66 %   |
| Gesamt | Gesamt                               | Gesamt                       | 547.349 | 100,00 % |

### New Hampshire

Gewinner in New Hampshire nach Countys

Die den Demokraten angehörende Gouverneurin Maggie Hassan kandidierte für eine weitere zweijährige Amtszeit in New Hampshire. Vorwahlen fanden am 9. September 2014 statt. Republikanischer Herausforderer der Gouverneurin war der Unternehmer Walt Havenstein. Die Amtsinhaberin galt als Favoritin und konnte am Ende auch mit 52,4 % der Stimmen triumphieren.
| Partei | Partei              | Kandidat                      | Stimmen | Prozent  |
| ------ | ------------------- | ----------------------------- | ------- | -------- |
|        | Demokraten          | Maggie Hassan (Amtsinhaberin) | 254.666 | 52,38 %  |
|        | Republikaner        | Walt Havenstein               | 230.610 | 47,43 %  |
|        | Write-in-Kandidaten | Write-in-Kandidaten           | 907     | 0,19 %   |
| Gesamt | Gesamt              | Gesamt                        | 486.183 | 100,00 % |

### New Mexico

Gewinner in New Mexico nach Countys

Gouverneurin Susana Martinez wurde von den Republikanern in New Mexico erneut aufgestellt. Die Demokraten gingen mit Gary King, dem Attorney General des Bundesstaates, ins Rennen, nachdem dieser am 3. Juni 2014 bei den Vorwahlen erfolgreich war. Der Gouverneurin gelang die Wiederwahl mit 57,2 % der Stimmen.
| Partei | Partei       | Kandidat                        | Stimmen | Prozent  |
| ------ | ------------ | ------------------------------- | ------- | -------- |
|        | Republikaner | Susana Martinez (Amtsinhaberin) | 293.443 | 57,22 %  |
|        | Demokraten   | Gary King                       | 219.362 | 42,78 %  |
| Gesamt | Gesamt       | Gesamt                          | 512.805 | 100,00 % |

### New York

Gewinner in New York nach Countys

Am 9. September 2014 fanden in New York Vorwahlen statt. Bei den Demokraten trat Amtsinhaber Andrew Cuomo für eine zweite Amtszeit an. Parteiintern wurde er von der Universitätsprofessorin Zephyr Teachout herausgefordert, der aber allenfalls Außenseiterchancen eingeräumt wurden. Cuomo setzte sich bei der Vorwahl mit klarer Mehrheit durch. Er wurde durch die Working Families Party, die Women′s Equality Party und die Independence Party of New York unterstützt. Insbesondere die letztere war innerhalb der Demokratischen Partei nicht unumstritten. Bei den Republikanern wurde der Lokalpolitiker Rob Astorino nominiert. Er wurde von der Conservative Party of New York State, einer konservativen Regionalpartei, und von der Stop Common Core Party, einer Ein-Themen-Partei, die sich auf Bildungsfragen fokussiert hatte, unterstützt. Es wurde bereits im Vorfeld ein Sieg Cuomos erwartet, da er alle Umfragen deutlich anführte. Astorino schnitt mit 40,3 % der Stimmen aber besser als erwartet ab, auf Cuomo entfielen 54,3 %.
| Partei | Partei                               | Kandidat                   | Stimmen   | Prozent  |
| ------ | ------------------------------------ | -------------------------- | --------- | -------- |
|        | Demokraten                           | Andrew Cuomo (Amtsinhaber) | 1.811.672 | 47,52 %  |
|        | Working Families Party               | Andrew Cuomo (Amtsinhaber) | 126.244   | 3,31 %   |
|        | Independence Party of New York       | Andrew Cuomo (Amtsinhaber) | 77.762    | 2,04 %   |
|        | Women’s Equality                     | Andrew Cuomo (Amtsinhaber) | 53.802    | 1,41 %   |
|        | Gesamt                               | Andrew Cuomo (Amtsinhaber) | 2.069.480 | 54,28 %  |
|        | Republikaner                         | Rob Astorino               | 1.234.951 | 32,39 %  |
|        | Conservative Party of New York State | Rob Astorino               | 250.634   | 6,57 %   |
|        | Stop Common Core                     | Rob Astorino               | 51.492    | 1,35 %   |
|        | Gesamt                               | Rob Astorino               | 1.537.077 | 40,31 %  |
|        | Green Party                          | Howie Hawkins              | 184.419   | 4,84 %   |
|        | Libertarian Party                    | Michael McDermott          | 16.769    | 0,44 %   |
|        | Sapient                              | Steven Cohn                | 4.963     | 0,13 %   |
| Gesamt | Gesamt                               | Gesamt                     | 3.812.708 | 100,00 % |

### Ohio

Gewinner in Ohio nach Countys

Bei den Republikanern ging Gouverneur John Kasich als Sieger aus den Vorwahlen in Ohio am 6. Mai 2014 hervor. Einen parteiinternen Herausforderer gab es nicht. Der Lokalpolitiker Ed FitzGerald wurde unterdessen von den Demokraten als Kandidat nominiert. Gouverneur Kasich führte die Umfragen an und siegte mit 64,6 % der Stimmen am Wahltag eindeutig.
| Partei | Partei       | Kandidat                  | Stimmen   | Prozent  |
| ------ | ------------ | ------------------------- | --------- | -------- |
|        | Republikaner | John Kasich (Amtsinhaber) | 1.944.848 | 63,64 %  |
|        | Demokraten   | Ed FitzGerald             | 1.009.359 | 33,03 %  |
|        | Green Party  | Anita Rios                | 101.706   | 3,33 %   |
| Gesamt | Gesamt       | Gesamt                    | 3.055.913 | 100,00 % |

### Oklahoma

Gewinner in Oklahoma nach Countys

Gouverneurin Mary Fallin wurde in Oklahoma von der Republikanischen Partei für eine zweite Amtsperiode aufgestellt. Bei den Vorwahlen am 24. Juni 2014 konnte sie sich mit 75 Prozent der Stimmen klar durchsetzen, während bei den Demokraten der Staatsabgeordnete Joe Dorman als Sieger hervorging. Der Wahltag brachte einen erwarteten Sieg der Amtsinhaberin. Sie konnte 55,8 % der Stimmen erringen.
| Partei | Partei       | Kandidat                    | Stimmen | Prozent  |
| ------ | ------------ | --------------------------- | ------- | -------- |
|        | Republikaner | Mary Fallin (Amtsinhaberin) | 460.298 | 55,80 %  |
|        | Demokraten   | Joe Dorman                  | 338.239 | 41,01 %  |
|        | Unabhängige  | Kimberly Willis             | 17.169  | 2,08 %   |
|        | Unabhängige  | Richard Prawdzienski        | 9.125   | 1,11 %   |
| Gesamt | Gesamt       | Gesamt                      | 824.831 | 100,00 % |

### Oregon

Gewinner in Oregon nach Countys

Der Unternehmer Dennis Richardson gewann am 20. Mai 2014 die republikanischen Vorwahlen, während bei der Demokratischen Partei Gouverneur John Kitzhaber erfolgreich war. Amtsinhaber Kitzhaber galt als Favorit für den Urnengang im November. Er war bereits von 1995 bis 2003 Regierungschef Oregons und kehrte 2011 als solcher zurück. Nun wurde er mit 49,9 % gegen 44,1 % für Richardson für eine weitere Amtsperiode gewählt.
| Partei | Partei                   | Kandidat                     | Stimmen   | Prozent  |
| ------ | ------------------------ | ---------------------------- | --------- | -------- |
|        | Demokraten               | John Kitzhaber (Amtsinhaber) | 733.230   | 49,89 %  |
|        | Republikaner             | Dennis Richardson            | 648.542   | 44,13 %  |
|        | Pacific Green Party      | Jason Levin                  | 29.561    | 2,01 %   |
|        | Libertarian Party        | Paul Grad                    | 21.903    | 1,08 %   |
|        | Constitution Party       | Aaron Auer                   | 15.929    | 1,49 %   |
|        | Oregon Progressive Party | Chris Henry                  | 13.898    | 0,95 %   |
|        | Write-in-Kandidaten      | Write-in-Kandidaten          | 6.654     | 0,45 %   |
| Gesamt | Gesamt                   | Gesamt                       | 1.469.717 | 100,00 % |

### Pennsylvania

Gewinner in Pennsylvania nach Countys

Gouverneur Tom Corbett strebte eine zweite Amtszeit als Regierungschef an. Die Republikaner stellten ihn nach gewonnener Vorwahl ohne Gegenkandidaten am 20. Mai 2014 erneut auf. Tom Wolf, ehemaliger Minister für Staatseinnahmen von Pennsylvania, ging aus den Vorwahlen der Demokraten siegreich hervor. Gouverneur Corbetts Zustimmungswerte fielen bis zum Wahltermin stark, und er musste er sich am Wahltag geschlagen geben. Wolf errang 54,9 % der Stimmen, während auf den Amtsinhaber nur 45,1 % entfielen.
| Partei | Partei       | Kandidat                  | Stimmen   | Prozent  |
| ------ | ------------ | ------------------------- | --------- | -------- |
|        | Demokraten   | Tom Wolf                  | 1.920.355 | 54,93 %  |
|        | Republikaner | Tom Corbett (Amtsinhaber) | 1.575.511 | 45,07 %  |
| Gesamt | Gesamt       | Gesamt                    | 3.495.866 | 100,00 % |

### Rhode Island

Gewinner in Rhode Island nach Countys

Rhode Island hielt am 9. September 2014 seine parteiinternen Vorwahlen ab. Gouverneur Lincoln Chafee, der sich 2010 knapp als parteiloser Kandidat durchsetzen konnte, später aber zur Demokratischen Partei wechselte, kündigte an, nach einer Amtszeit nicht mehr antreten zu wollen. Die Demokraten nominierten die Finanzministerin des Staates Gina Raimondo zur Kandidatin. Ihr republikanischer Gegenkandidat war Allan Fung, der Bürgermeister von Cranston. Raimondo konnte sich am Wahltag mit einem Vorsprung von vier Prozent durchsetzen.
| Partei | Partei                         | Kandidat            | Stimmen | Prozent  |
| ------ | ------------------------------ | ------------------- | ------- | -------- |
|        | Demokraten                     | Gina Raimondo       | 131.899 | 40,70 %  |
|        | Republikaner                   | Allan Fung          | 117.428 | 36,24 %  |
|        | Moderate Party of Rhode Island | Robert J. Healey    | 69.278  | 21,38 %  |
|        | Unabhängige                    | Kate Fletcher       | 3.483   | 1,07 %   |
|        | Unabhängiger                   | Leon Kayarian       | 1.228   | 0,23 %   |
|        | Write-in-Kandidaten            | Write-in-Kandidaten | 739     | 0,09 %   |
| Gesamt | Gesamt                         | Gesamt              | 324.055 | 100,00 % |

### South Carolina

Gewinner in South Carolina nach Countys

Nach den Vorwahlen am 10. Juni 2014 ergab sich in South Carolina ein Duell zwischen der republikanischen Amtsinhaberin Nikki Haley und dem demokratischen Staatssenator Vincent Sheheen. Es handelte sich um eine Neuauflage der Wahl von 2010. Auch dieses Mal konnte Haley die Wahl für sich entscheiden. Sie erhielt 55,9 % der Stimmen, für Sheheen sprachen sich 41,4 % der Wähler aus.
| Partei | Partei                | Kandidat                    | Stimmen   | Prozent  |
| ------ | --------------------- | --------------------------- | --------- | -------- |
|        | Republikaner          | Nikki Haley (Amtsinhaberin) | 696.645   | 55,90 %  |
|        | Demokraten            | Vincent Sheheen             | 516.166   | 41,42 %  |
|        | Libertarian Party     | Steve French                | 15.438    | 1,24 %   |
|        | Unabhängiger          | Tom Ervin                   | 11.496    | 0,92 %   |
|        | United Citizens Party | Morgan B. Reeves            | 5.622     | 0,45 %   |
|        | Write-in-Kandidaten   | Write-in-Kandidaten         | 934       | 0,07 %   |
| Gesamt | Gesamt                | Gesamt                      | 1.246.301 | 100,00 % |

### South Dakota

Gewinner in South Dakota nach Countys

Der Republikaner und amtierende Gouverneur von South Dakota Dennis Daugaard trat für eine zweite Amtsperiode an. Herausgefordert wurde er von der demokratischen Staatsabgeordneten Susan Wismer. Die Vorwahlen wurden am 3. Juni 2014 abgehalten. Daugaard gewann mit 70,5 % der Stimmen sehr deutlich.
| Partei | Partei       | Kandidat                      | Stimmen | Prozent  |
| ------ | ------------ | ----------------------------- | ------- | -------- |
|        | Republikaner | Dennis Daugaard (Amtsinhaber) | 195.477 | 70,47 %  |
|        | Demokraten   | Susan Wismer                  | 70.549  | 25,43 %  |
|        | Unabhängiger | Michael J. Myers              | 11.377  | 4,10 %   |
| Gesamt | Gesamt       | Gesamt                        | 277.403 | 100,00 % |

### Tennessee

Gewinner in Tennessee nach Countys

Gouverneur Bill Haslam gewann die republikanischen Vorwahlen in Tennessee am 7. August 2014 mit 87 % der Stimmen. Die Demokraten nominierten Charlie Brown, einen 72-jährigen US-Bürger, der schon 2002 in den Vorwahlen vergeblich antrat und der keinerlei Wahlkampf betrieb. Mit 70,3 % der Stimmen gewann Haslam deutlich.
| Partei | Partei              | Kandidat                  | Stimmen   | Prozent  |
| ------ | ------------------- | ------------------------- | --------- | -------- |
|        | Republikaner        | Bill Haslam (Amtsinhaber) | 951.796   | 70,31 %  |
|        | Demokraten          | Charles Brown             | 309.237   | 22,84 %  |
|        | Unabhängiger        | John Jay Hooker           | 30.579    | 2,26 %   |
|        | Constitution Party  | Shaun Crowell             | 26.580    | 1,37 %   |
|        | Green Party         | Isa Infante               | 18.570    | 0,47 %   |
|        | Unabhängiger        | Steve Coburn              | 8.612     | 0,64 %   |
|        | Libertarian Party   | Daniel Lewis              | 8.321     | 0,62 %   |
|        | Write-in-Kandidaten | Write-in-Kandidaten       | 33        | 0,00 %   |
| Gesamt | Gesamt              | Gesamt                    | 1.353.728 | 100,00 % |

### Texas

Gewinner in Texas nach Countys

Der seit 2000 amtierende texanische Gouverneur Rick Perry kündigte im Sommer 2013 seinen Rückzug nach Ablauf der Amtszeit an. Für die Republikaner trat Attorney General Greg Abbott an, der sich bei den Vorwahlen am 4. März 2014 mit 91 Prozent der Stimmen durchsetzte. Am selben Tag nominierten die Demokraten die Staatssenatorin Wendy Davis, die nach einem Filibuster gegen ein Gesetz zum Verbot von Schwangerschaftsabbrüchen landesweite Bekanntheit erlangte. Abbott wurden höhere Chancen auf einen Sieg eingeräumt, da Texas mehrheitlich zu den Republikanern tendiert. Am Wahltag siegte er erwartungsgemäß mit 59,3 % der Stimmen überaus klar. Wendy Davis errang 38,9 %.
| Partei | Partei              | Kandidat            | Stimmen   | Prozent  |
| ------ | ------------------- | ------------------- | --------- | -------- |
|        | Republikaner        | Greg Abbott         | 2.796.547 | 59,27 %  |
|        | Demokraten          | Wendy Davis         | 1.835.596 | 38,90 %  |
|        | Libertarian Party   | Kathie Glass        | 66.543    | 1,41 %   |
|        | Green Party         | Brandon Parmer      | 18.520    | 0,39 %   |
|        | Write-in-Kandidaten | Write-in-Kandidaten | 1.062     | 0,02 %   |
| Gesamt | Gesamt              | Gesamt              | 4.718.268 | 100,00 % |

### Vermont

Gewinner in Vermont nach Countys

Der den Demokraten angehörende Gouverneur Peter Shumlin kandidierte für eine dritte zweijährige Amtszeit in Vermont. Vorwahlen fanden am 9. September 2014 statt. Der Gouverneur konnte sich problemlos als Kandidat der Demokraten durchsetzen. Bei den Republikanern war der Geschäftsmann Scott Milne erfolgreich. Mit 46,4 % gegenüber 45,1 % für Milne siegte Shumlin knapp.
| Partei | Partei              | Kandidat                    | Stimmen | Prozent  |
| ------ | ------------------- | --------------------------- | ------- | -------- |
|        | Demokraten          | Peter Shumlin (Amtsinhaber) | 89.509  | 46,36 %  |
|        | Republikaner        | Scott Milne                 | 87.075  | 45,10 %  |
|        | Libertarian Party   | Dan Feliciano               | 8.428   | 4,36 %   |
|        | Unabhängige         | Emily Peyton                | 3.157   | 1,64 %   |
|        | Liberty Union Party | Peter Diamondstone          | 1.673   | 0,74 %   |
|        | Unabhängiger        | Bernard Peters              | 1.434   | 0,29 %   |
|        | Unabhängiger        | Cris Ericson                | 1.089   | 0,56 %   |
|        | Write-in-Kandidaten | Write-in-Kandidaten         | 722     | 0,37 %   |
| Gesamt | Gesamt              | Gesamt                      | 193.087 | 100,00 % |

### Wisconsin

Gewinner in Wisconsin nach Countys

Wisconsin hielt seine Vorwahlen am 12. August 2014 ab. Gouverneur Scott Walker wurde von den Republikanern für eine zweite Amtszeit aufgestellt. Die Demokraten gingen mit der ehemaligen Wirtschaftsministerin des Staates, Mary Burke, ins Rennen. Der Wahlausgang galt als offen. Im Sommer 2012 war ein Recall zu vorzeitigen Absetzung Walkers gescheitert. Überraschend klar konnte Walker mit 52,3 % der Stimmen seine Herausforderin besiegen.
| Partei | Partei              | Kandidat                   | Stimmen   | Prozent  |
| ------ | ------------------- | -------------------------- | --------- | -------- |
|        | Republikaner        | Scott Walker (Amtsinhaber) | 1.259.706 | 52,26 %  |
|        | Demokraten          | Mary Burke                 | 1.122.913 | 46,59 %  |
|        | Libertarian Party   | Robert Burke               | 18.720    | 0,78 %   |
|        | Unabhängiger        | Dennis Fehr                | 7.530     | 0,06 %   |
|        | Write-in-Kandidaten | Write-in-Kandidaten        | 1.445     | 5,06 %   |
| Gesamt | Gesamt              | Gesamt                     | 2.410.314 | 100,00 % |

### Wyoming

Gewinner in Wyoming nach Countys

Parteiinterne Vorwahlen fanden in Wyoming am 19. August 2014 statt. Der amtierende Gouverneur Matt Mead (Republikaner) wurde von seiner Partei für eine zweite Amtszeit nominiert. Bei den Demokraten wurde der frühere Vorsitzende der Parteiorganisation in Wyoming, Pete Gosar, aufgestellt. Bereits 2010 bewarb er sich vergeblich um die Kandidatur seiner Partei. Mit 59,4 % der Stimmen gewann Gouverneur Mead die Wahl und wurde damit für vier weitere Jahre bestätigt.
| Partei | Partei              | Kandidat                | Stimmen | Prozent  |
| ------ | ------------------- | ----------------------- | ------- | -------- |
|        | Republikaner        | Matt Mead (Amtsinhaber) | 99.700  | 59,39 %  |
|        | Demokraten          | Pete Gosar              | 45.752  | 27,25 %  |
|        | Unabhängiger        | Don Wills               | 9.895   | 5,89 %   |
|        | Libertarian Party   | Dee Cozzens             | 4.040   | 2,41 %   |
|        | Write-in-Kandidaten | Write-in-Kandidaten     | 8.490   | 5,06 %   |
| Gesamt | Gesamt              | Gesamt                  | 167.877 | 100,00 % |

## Gouverneurswahlen nach Außengebiet und Wahl im District of Columbia

### District of Columbia

Gewinner im District of Columbia nach Wards

In Washington, D.C., dem District of Columbia wurde der amtierende Bürgermeister Vincent C. Gray bei den demokratischen Vorwahlen am 1. April 2014 durch seine Parteikollegin Muriel Bowser besiegt. Gray, der ursprünglich eine zweite Amtszeit angestrebt hatte, war ins Straucheln geraten, nachdem er in den Verdacht der illegalen Wahlkampffinanzierung 2010 geraten war. Bowser gewann die folgende Bürgermeisterwahl gegen die beiden unabhängigen Haupt-Kandidaten David Catania und Carol Schwartz, beides ehemalige republikanische Abgeordnete. Bowser war in sechs der acht wards erfolgreich und Catania siegte in zweien.
| Partei | Partei                     | Kandidat            | Stimmen | Prozent  |
| ------ | -------------------------- | ------------------- | ------- | -------- |
|        | Demokraten                 | Muriel Bowser       | 96.666  | 55,30 %  |
|        | Unabhängiger               | David Catania       | 61.388  | 35,12 %  |
|        | Unabhängige                | Carol Schwartz      | 12.327  | 7,05 %   |
|        | D.C. Statehood Green Party | Faith Dane          | 1.520   | 0,87 %   |
|        | Libertarian Party          | Bruce Majors        | 1.297   | 0,74 %   |
|        | Unabhängiger               | Nestor Djonkam      | 460     | 0,26 %   |
|        | Write-in-Kandidaten        | Write-in-Kandidaten | 1.612   | 0,92 %   |
| Gesamt | Gesamt                     | Gesamt              | 174.810 | 100,00 % |

### Amerikanische Jungferninseln
Auf den Amerikanischen Jungferninseln sollte aus Sicht der Demokratischen Partei die die Inselgruppe im Repräsentantenhaus vertretende Delegierte Donna Christian-Christensen ihren aus verfassungsrechtlichen Gründen nicht mehr zur Wahl stehenden Parteifreund John de Jongh als Gouverneur ablösen. Die Abgeordnete konnte in den Vorwahlen mehr als ein Drittel der Stimmen auf sich vereinigen. Christian-Christensen trat an gegen die unabhängigen Kandidaten Sheila Alvin Scallion, State Sergeant Major Mona L. Barnes, die ehemalige Bundesrichterin Soraya Diase Coffelt und den ehemaligen Vizegouverneur Kenneth E. Mapp. Letzterer konnte sich bei den Wählern mit 49,35 % der Stimmen durchsetzen.

### Guam
Guams Bürger konnten zwischen dem Demokraten und ehemaligen Senator und Gouverneur der Insel Carl T. C. Gutierrez und dem Republikaner und amtierenden Gouverneur Eddie Baza Calvo wählen. Sie entschieden sich dabei mit 63,69 % der abgegebenen Stimmen für eine weitere Amtszeit Calvos.

### Nördliche Marianen
Auf den Nördlichen Marianen kandidierte für die Republikaner der bisherige Gouverneur Eloy Sangoao Inos, für die Demokraten Edward M. Deleon Guerrero sowie als Unabhängige Heinz Sablan Hofschneider und Juan Nekkei Bbabauta. Die nordmarianischen Wähler schenkten dabei mit 45,96 % ihrem Gouverneur Sangoao das Vertrauen für eine weitere Amtszeit.